# Porphyrellus
Porphyrellus är ett släkte soppar som beskrevs av Edouard-Jean Gilbert 1931.

## Arter
- Porphyrellus atrofuscus
- Porphyrellus brunneus
- Porphyrellus castaneus
- Porphyrellus cyaneotinctus
- Porphyrellus formosanus
- Porphyrellus formosus
- Porphyrellus fuligineus
- Porphyrellus fumosipes
- Porphyrellus holophaeus
- Porphyrellus indecisus
- Porphyrellus niger
- Porphyrellus nigropurpureus
- Porphyrellus novae-zelandiae
- Porphyrellus orientifumosipes
- Porphyrellus pacificus
- Dystersopp Porphyrellus porphyrosporus
- Porphyrellus sordidus
- Porphyrellus umbrosus
- Porphyrellus zaragozae

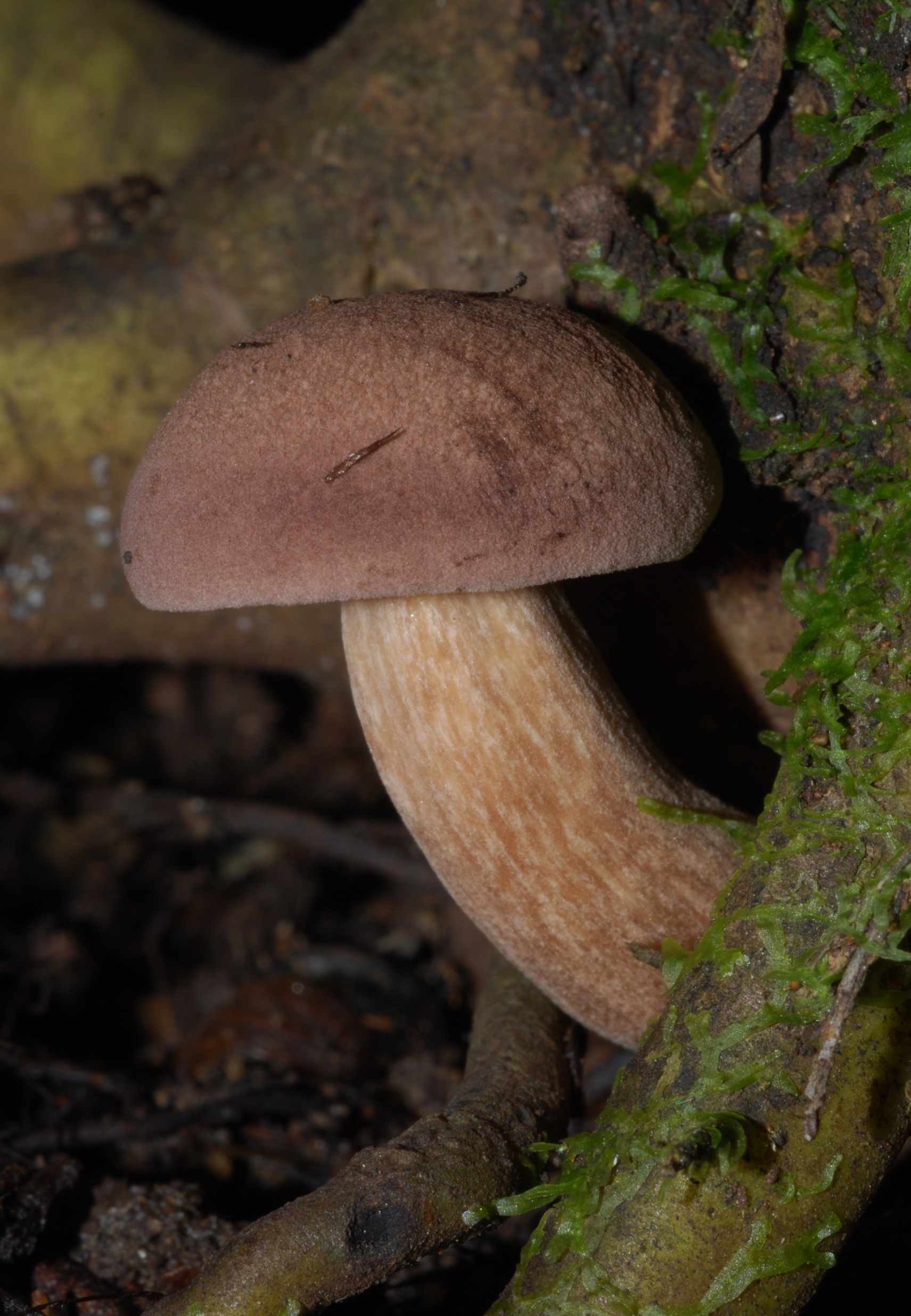
Porphyrellus brunneus
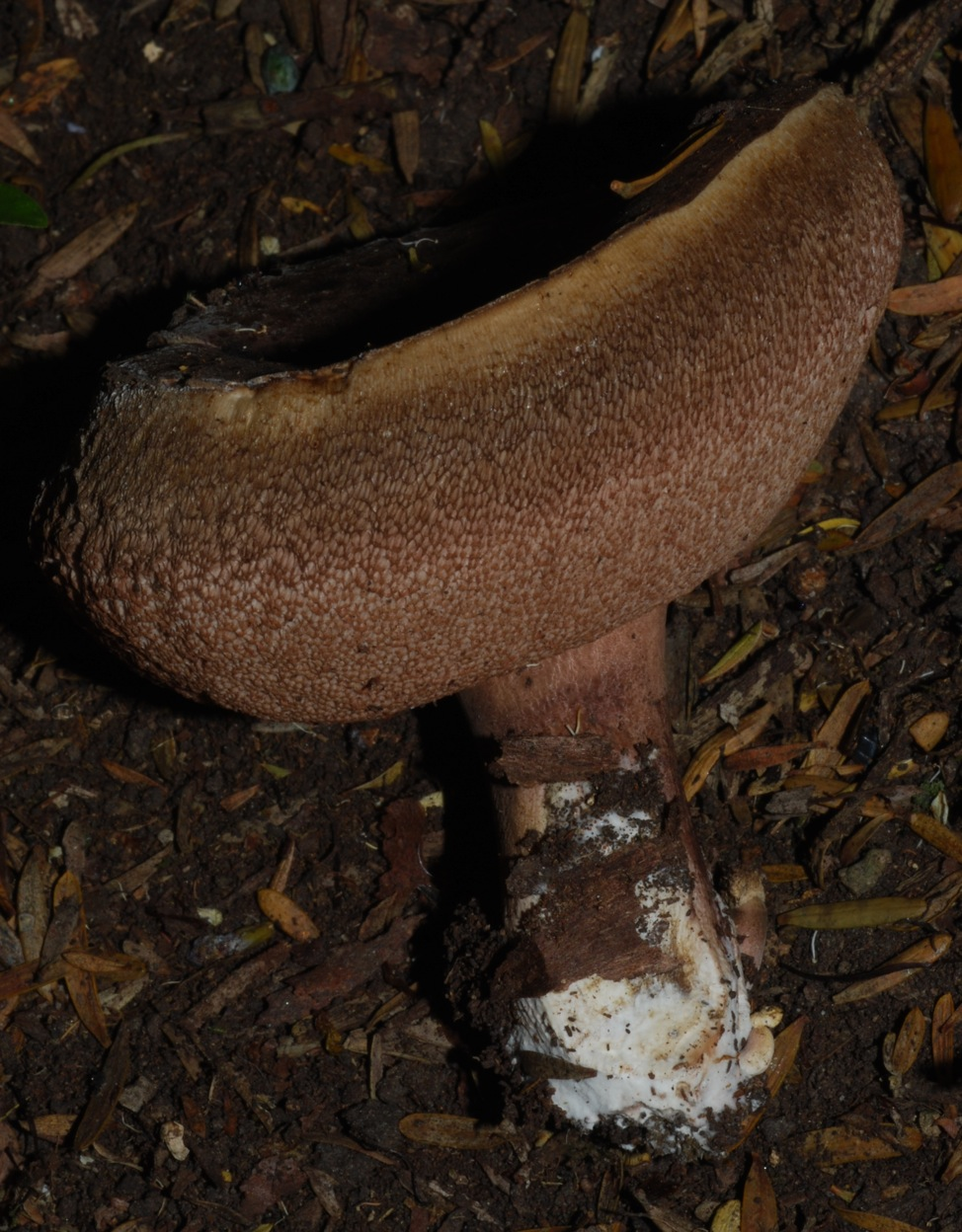
Porphyrellus formosus
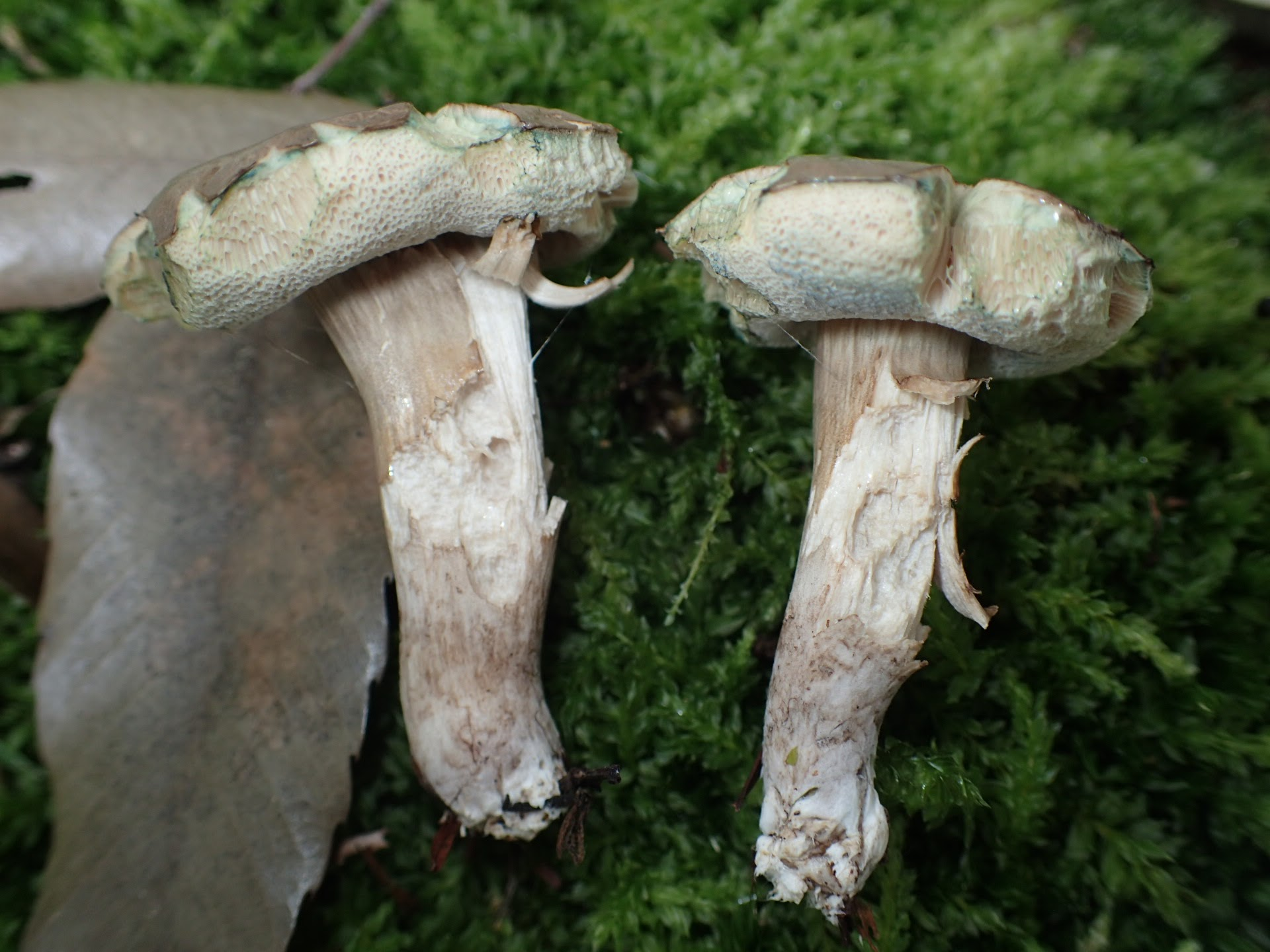
Porphyrellus fumosipes
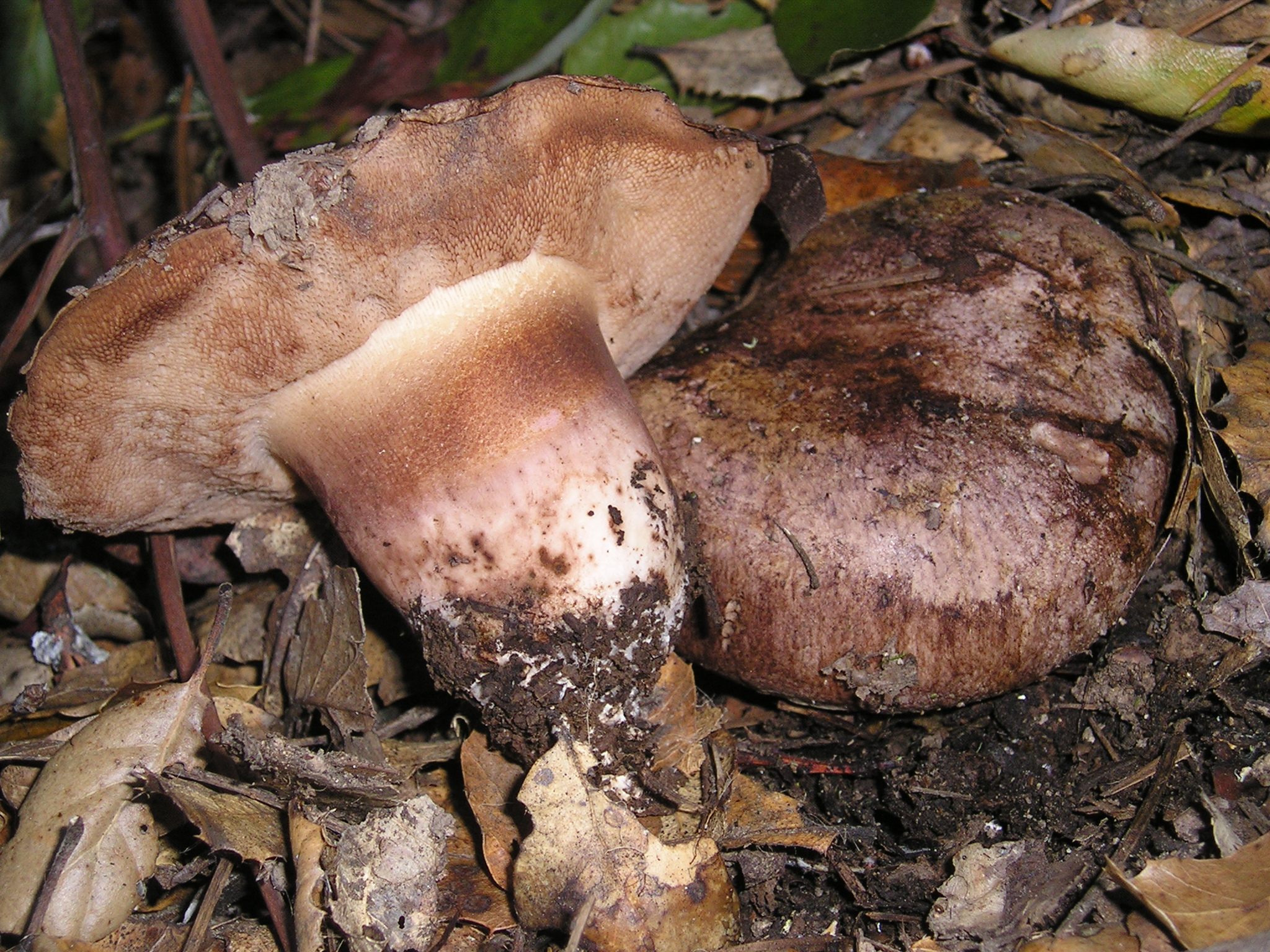
Porphyrellus indecisus
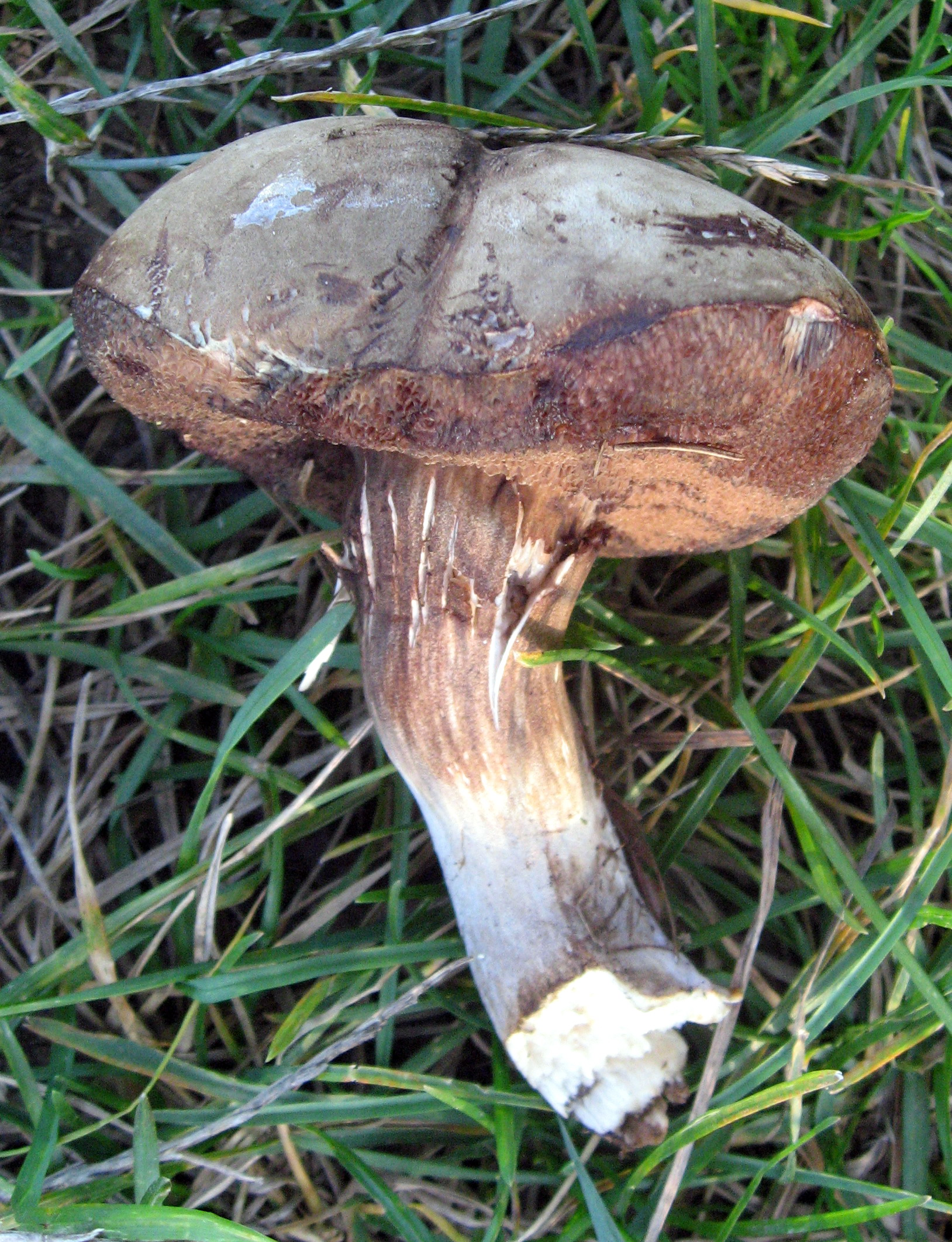
Porphyrellus porphyrosporus Dystersopp
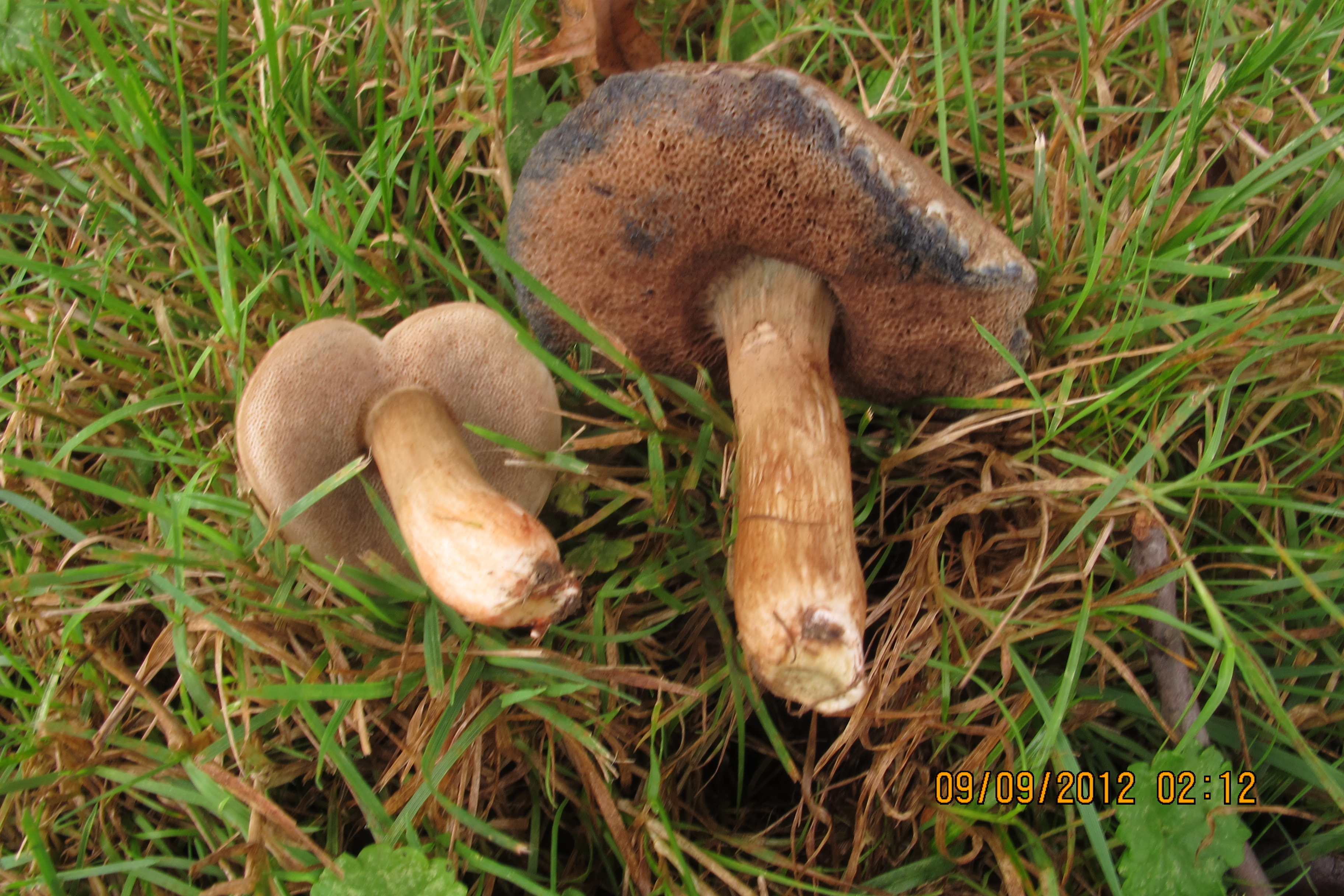
Porphyrellus sordidus